# مارتین، لینکلن‌شر
مارتین (به انگلیسی: Martin) یک روستا و محله مدنی در بریتانیا است که در نورث کستیون واقع شده‌است. مارتین ۸۶۶ نفر جمعیت دارد.